# Relations entre le Belize et l'Union européenne
Les relations entre le Belize et l'Union européenne reposent principalement sur le partenariat de l’Union avec les pays d'Afrique, Caraïbes et Pacifique, la Communauté caribéenne et la Communauté d'États latino-américains et caraïbes.
La stratégie de coopération entre le Belize et l’Union pour la période 2008-2013 s'est focalisée sur le développement rural. L'Union, via les mesures d'accompagnement du protocole sur les pays ACP producteur de sucre, soutient l'amélioration de la production et du traitement de la canne à sucre et la diversification économique.

## Sources

## Compléments